# Joe DeLoach
Joseph "Joe" Nathaniel DeLoach (Bay City, 5 de junho de 1967) é um ex-velocista e campeão olímpico norte-americano.
A princípio atraído pelo futebol americano, passou ao atletismo ao entrar para a Universidade de Houston, como Carl Lewis antes dele. Durante sua carreira, participou apenas de uma edição dos Jogos Olímpicos, Seul 1988, depois de derrotar o próprio Lewis nas seletivas americanas dos 200 m rasos em Indianápolis. Em Seul, ele e Lewis eram os favoritos da prova; Lewis tentava repetir sua vitória em Los Angeles 1984 e as quatro medalhas de ouro conquistadas naquela edição.
Durante a final dos 200 m, Lewis parecia correr para a vitória até os 150 metros; a partir daí DeLoach acelerou o ritmo e ultrapassou o adversário nos metros finais, vencendo com um novo recorde olímpico de 19s75. Esta foi a única vez em sua carreira que Carl Lewis foi derrotado numa final individual olímpica – dias antes ele tinha recebido a medalha de ouro dos 100 m, mesmo chegando em segundo lugar, quando o canadense Ben Johnson testou positivo para esteróides anabolizantes.
Após os Jogos de Seul a forma de DeLoach nunca mais foi a mesma; depois de não conseguir se qualificar para Barcelona 1992 por um série de contusões, retirou-se do esporte.
Em 2003,o Dr. Dave Exum, diretor da Administração de Controle de Drogas do Comitê Olímpico dos Estados Unidos entre 1991 e 2000, repassou à revista Sports Illustrated um documento que revelava que cerca de 100 atletas que haviam falhado em exames antidoping feitos anteriormente aos Jogos de Seul e até o ano 2000, tinham sido acobertados pelo Comitê e liberados para competir; entre estes atletas estavam Carl Lewis e Joe DeLoach. No caso dos dois velocistas, porém, a IAAF declarou que a USOC teve o procedimento correto, pois as substâncias nas oito amostras colhidas não caracterizavam exatamente doping, segundo as regras da entidade na época e nem sob as atuais.